# 南笹口
南笹口（みなみささぐち）は、新潟県新潟市中央区の町字。現行行政地名は南笹口一丁目から南笹口二丁目。住居表示実施済み区域。郵便番号は950-0912。　

## 概要
1978年（昭和53年）の住居表示施行に伴い付与された町名で、一丁目と二丁目から成る。

### 隣接する町字
北から東回り順に、以下の町字と隣接する。
- 笹口
- 鐙
- 米山

※栗ノ木川を挟んで本馬越、東区紫竹と隣接。

## 世帯数と人口
2018年（平成30年）1月31日現在の世帯数と人口は以下の通りである。
| 丁目         | 世帯数    | 人口    |
| ------------ | --------- | ------- |
| 南笹口一丁目 | 1,392世帯 | 2,513人 |
| 南笹口二丁目 | 549世帯   | 1,010人 |
| 計           | 1,941世帯 | 3,523人 |

## 歴史

### 年表
- 1978年（昭和53年） : 笹口から分立。
- 2007年（平成19年）4月1日 : 新潟市の政令指定都市移行により、中央区の大字となる。

## 地域

### 一丁目
主な企業・施設
- ひもろぎビル
  - ドン・キホーテ 新潟駅南店
  - JOYSOUND新潟駅南口店
- 明治安田生命新潟駅南第二ビル
- 笹口保育園
- 新潟パークホテル
- 鹿島建設新潟営業所
- 中越エクスプレス笹口倉庫

### 二丁目
主な企業・施設
- カラオケマイム新潟笹口店
- 三井ホーム北信越ホーム
- アークベル セレモニーホール新潟
- 国土交通省新潟国道事務所
- すき家新潟笹口店
- ラーメンまっくうしゃ笹口店
- ケーズデンキ笹口店
- 高倉町珈琲新潟笹口店
- ウエルシア薬局新潟南笹口店
- 蔦屋書店南笹口店
- 豚牛新潟駅南店
- サーティワンアイスクリーム南笹口店
- イオン笹口店
- ごはん酒場大福家
- 大光電機新潟営業所

## 小・中学校の学区
市立小・中学校に通う場合、学区は以下の通りとなる。
| 丁目         | 番地 | 小学校             | 中学校               |
| ------------ | ---- | ------------------ | -------------------- |
| 南笹口一丁目 | 全域 | 新潟市立笹口小学校 | 新潟市立東新潟中学校 |
| 南笹口二丁目 | 全域 | 新潟市立笹口小学校 | 新潟市立東新潟中学校 |